# 粟野バイパス
粟野バイパスは、千葉県鎌ケ谷市にて鎌ヶ谷消防署交差点から国道464号に至る、同国道の未開通バイパスである。
国道464号や、付近の県道などの慢性的な渋滞を解消するために計画、建設。
全体延長は1.7km。鎌ヶ谷消防署交差点のある千葉県道8号船橋我孫子線から入道溜交差点のある市道4号線まで0.8kmをⅠ期とし、事業延長はこの区間で、市道4号線からくぬぎ山交差点のある国道464号までの0.9kmをⅡ期区間と呼んでいる。
工事幅員＝12メートル幅（2車線整備、片側歩道）

## Ⅰ期区間の進捗
- 平成18年度から用地買収に着手、平成21年度末の事業進捗状況は約18％の見込み[2]。
- 平成30年6月千葉県定例議会で、進捗率が面積ベースで約5割であると回答[3]。

## 建設の効果
国道464号鎌ケ谷市「くぬぎ山」交差点から「鎌ケ谷消防署前」まではクランク状に、事実上東西に分断（経路上は県道57号と県道8号との重複区間）となっており、新京成電鉄新京成線の踏切（高架化により2019年廃止）と新鎌ケ谷地区の開発が重なり、鎌ケ谷市内においては渋滞が慢性化している。
なお、松戸方面から成田方面へ向かうには本線通り走行することが可能であるが、「初富」交差点（鎌ケ谷市、県道57号・県道8号交点）は南北方向からの右折が禁止されているため、成田方面から松戸方面へ車両により本線通りに向かうことはできない（同様に初富交差点では県道8号から県道57号の八千代市方面への右折は路線バスを除いて禁止されている）。したがって、当バイパスの開通により、以上の問題が解決される。